# Unión Progresista Senegalesa
La Unión Progresista Senegalesa (en francés: Union Progressiste Sénegalaise, UPS) fue un partido político senegalés fundado por el líder nacionalista Léopold Sédar Senghor que de 1960 a 1980 presidió Senegal. La organización fue fundada en 1958 y en 1976 asumió el nombre de Partido Socialista.

## Historia

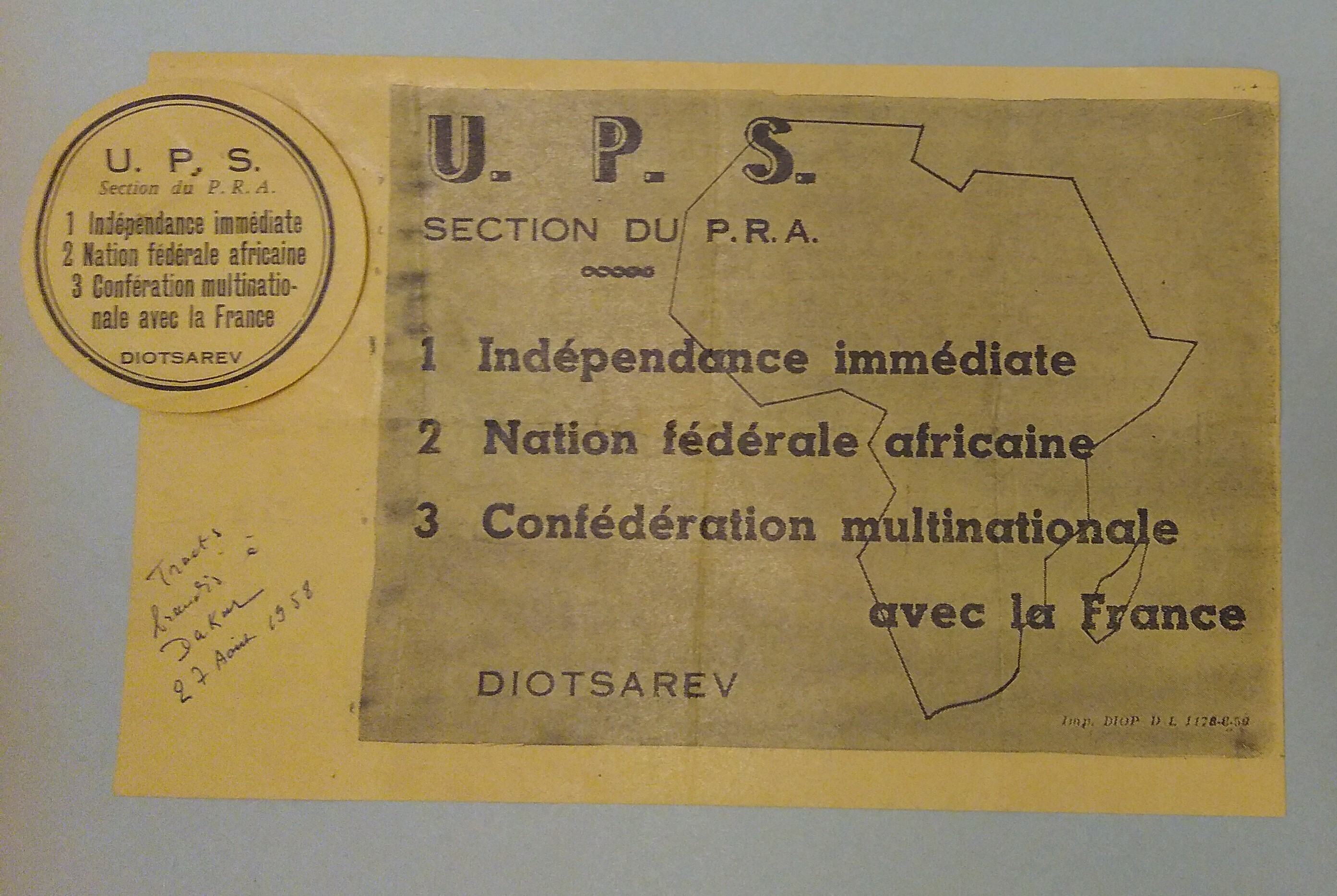
Tratado distribuido durante la visita del General de Gaulle en agosto de 1958

El Partido Socialista tiene sus orígenes como sección de la Sección Francesa de la Internacional Obrera (SFIO). En 1948 se creó el Bloque Democrático Senegalés. Una década después se funda un partido de obediencia socialista en Senegal bajo el nombre de Unión Progresista Senegalesa con Léopold Sédar Senghor como Secretario General.
Cuando Senghor asume la presidencia de Senegal tras lograr la independencia, la UPS se convierte en el único partido legal. El resto de formaciones políticas o bien no estaban reconocidas o se encontraban en la clandestinidad.
En 1962 se celebra el tercer congreso de la UPS. Lejos de la "federación de tendencias diversas y grupos" esta vez el congreso estaba considerado como "de la unidad". En el congreso se establecen los roles del partido y del gobierno. El partido controlaría el gobierno y la Asamblea y se acordó una mayor coordinación. También se modificaron los estatutos del partido para reforzar la estructura democrática y los mecanismos de solución de conflictos internos.
Mayo del 68 y la revuelta de estudiantes también en Dakar fue un punto de inflexión para el escenario social y político de Senegal. De 1968 a 1975 Sedar Senghor intentó reagrupar en vano a movimientos y sindicatos. En 1974 se abre la puerta tímidamente al multipartidismo autorizándose cuatro partidos, entre ellos el liberal Partido Democrático Senegalés liderado por el abogado Abdoulaye Wade y el Partido de la Independencia Africana (PAI) liderado por Majhemout Diop, que se identifica como comunista.
En 1976 el presidente invitó a varios opositores del gobierno a integrar el partido único, especialmente al ex primer ministro y opositor Madou Dia que rechazó la invitación señalando que no se identificaba con el marxismo aunque se consideraba de izquierdas y demócrata.
En un congreso extraordinario celebrado en diciembre de 1976 la UPS, tras ser admitida en la Internacional Socialista, acordó cambiar su nombre a Partido Socialista.
En 1978 se celebran elecciones generales y presidenciales en Senegal. Fueron las primeras multipartidistas. De los 100 escaños en juego el Partido Socialista Senegalés logró 81 y el Partido Democrático Senegalés 18. Léopold Sédar Senghor fue reelegido en la primera ronda de votaciones.